# 世直し公務員ザ・公証人
『世直し公務員 ザ・公証人』（よなおしこうむいん ザ・こうしょうにん）は、2002年から2015年までTBS系で放送されたテレビドラマシリーズ。全12回。主演は渡瀬恒彦。
放送枠は「月曜ミステリー劇場」（第1作 - 第6作）、「月曜ゴールデン」（第7作 - 新）。
12作目は蟹江敬三の死去を受けて、『新・世直し公務員 ザ・公証人』とタイトルを改めリニューアルした。

## 概要
渡瀬恒彦扮する元検事の公証人・真山壱成が、蟹江敬三扮する元判事の同僚・天野正直ととも事件を解決していく。
第1作から第8作までは府中市の武蔵府中公証役場が舞台となっていたが、第9作は山梨県甲府市の甲斐中央公証役場、第10作は長野県上田市の上田中央公証役場、第11作は甲斐公証役場、新・第1作は静岡県沼津市の上伊豆公証役場が舞台となっている。

## 登場人物

### 主要人物
真山壱成
演 - 渡瀬恒彦
経歴：検事
→ 武蔵府中公証役場（第1作 - 第8作）
→ 甲斐中央公証役場（第9作）
→ 上田中央公証役場（第10作）
→ 甲斐公証役場（第11作）
→ 上伊豆公証役場（新）
元東京地検特捜部きっての辣腕検事。政界の実力者に手錠を掛けその名を揚げたが、思うところがあって公証人となる。第9作では富士山を臨む山梨県甲府市の甲斐中央公証役場に、第10作では退職する先輩に乞われ後任として長野県上田市の上田中央公証役場に着任する。
検事時代の口癖は、「物を言えぬ被害者の無念を代弁できるのは、検事しかいない」であった。
バツイチで娘・元子は弁護士をしている。
天野正直
演 - 蟹江敬三（第1作 - 第11作）
経歴：判事
→ 武蔵府中公証役場（第1作 - 第8作）
→ 弁護士（第9作 - ）
武蔵府中公証役場の公証人。名門法曹界家族出身の元判事。現役判事のとき、人を裁くことに重圧を感じ職場放棄を繰り返していた。第9作で、弁護士に転身した。

### 公証役場の職員
稲葉里美
演 - 竹内都子（ピンクの電話）（第1作 - 第8作）
武蔵府中公証役場の職員。真山の助手。
岡本麻衣
演 - 梶山妙子（第1作）
武蔵府中公証役場の職員。天野の助手。第2作では寿退社している（第2作の冒頭より）。
山村咲
演 - 山本麻生（第2作 - 第8作）
武蔵府中公証役場の職員。
米倉環
演 - 安達祐実（第9作 - 第11作）
経歴：甲斐中央公証役場（第9作）
→ 上田中央公証役場（第10作）
→ 甲斐公証役場（第11作）
書記。真山公証人のもとで勉強したいと一緒に長野に付いていく。
鈴木寿々子
演 - 角替和枝（新）
上伊豆公証役場の職員。

### その他
水谷加奈子
演 - 沖直未（第1作 - 第8作）
真山の顧客のホステス。
天明寺大介
演 - 森雅晴（第1作 - 第8作）
府中市の警察官。
瀬古伊造
演 - 犬塚弘（第1作 - 第8作）
府中市の商店街の会長。武蔵府中公証役場の家主で、祖父は武蔵府中公証役場の初代所長「瀬古犬丸」（第1作）。
工藤恒之
演 - 片桐竜次（第1作 - 第8作）
捜査一課の刑事。真山を検事時代から知っていて、公証人になってからも検事時代の癖が抜けず、事件現場に足を運ぶ真山に、「困ります。あなたはもう検事じゃないんですよ」と注意しつつも、事件の情報を教えるなど協力的な人物。

### ゲスト

#### 世直し公務員ザ・公証人（2002年 - 2014年）
第1作「スゴ腕元検事登場! 借金社長殺人事件の真相はヤセるお茶に隠されていた!?」（2002年）
- 吉澄達夫（税理士） - 藤田宗久
- 柳瀬明（千代子の実子） - 松澤一之
- 北川秀平（北川の息子） - 吉田智則
- 柳瀬京子（柳瀬の妻） - 上原由恵
- 竜崎（弁護士） - 斎藤晴彦
- 高見（高見電機製作所 社長） - 丸岡奨詞
- 高見カメヨ（高見の妻） - 石井トミコ
- 北川の債権者 - 偉藤康次、渡辺寛二
- 真紀（デザイン学校の女子学生・冒頭の通り魔の被害者） - 山口佳奈子
- 北川聡平（輸入販売「KS物産」社長・水谷加奈子の客） - 鶴田忍
- 鈴木美智子（ヘルパー） - 高橋ひろ子
- 金田守（武蔵野信託銀行 行員） - 岩崎ひろし
- 柳瀬千代子（北川の姉） - 野村昭子

第2作「隠し子に遺産を譲る兄VS財産狙いの妹! 息子殺しは隠し子の仕業? 公園の水道と絞殺痕が暴く真犯人」（2003年）
- 野村尚美（健也の母・野村の妻・旧姓「藤村」） - 水島かおり
- 野村剛（健也の養父・野村製作所 社長） - 中西良太
- 高沢碧（新見の妹） - 松井紀美江
- 田宮信司（弁護士） - 中島久之
- 高沢亮一（高沢と碧の息子・無職） - 佐藤銀平
- 野村健也（新見の隠し子） - 内野謙太
- ホームレス - 野口貴史
- 借金取り - 山本龍二
- 小原沢医院 医師 - 大木正司
- 刑事 - 小豆畑雅一
- 高沢悟（碧の夫） - 安藤一夫
- 鈴木（冒頭の養育費を半年以上払っていない男） - 鈴木省吾
- 鈴木の元妻 - 藤井佳代子
- 新見俊之（デパートの営業部長・天野正直の高校時代からの旧友） - 小野武彦
- 新見典子（新見の妻・天野正直の高校の恩師の娘） - 左時枝

第3作「借家を不法占拠する住民が殺された 美人不動産社長はもう一つの顔を持つ!?」（2003年）
- 井崎真吾（明星商事 社員） - 出光秀一郎
- 小川秀明（たい焼き「小川家」店主） - 石井愃一
- 河合（武部の運転手） - 菅生隆之
- 佐野豊（善家の息子） - 小宮孝泰
- 藤倉志乃（天野正直の茶道の師匠） - 宮田早苗
- 神野高志（武部の元秘書・10年前死亡） - 筒井巧
- 小柴美由紀（和菓子屋「東がね庵」経理） - 元井須美子
- 特別養護老人ホーム「暁星苑」職員 - 阪上和子
- 佐野健太（豊の息子） - 市原尚弥
- 東金均（和菓子屋「東がね庵」8代目社長） - 西田健
- 善家慶之（瀬古伊造の借家に無断で住んでいた老人・本名「佐野昭男」） - 奥村公延
- 武部知義（門倉建設 会長） - 穂積隆信
- 田嶋史子（明星商事 社長・神野の妻） - 芦川よしみ

第4作「老夫婦が陥った悪徳リフォームの手口 家族全員が殺人の容疑者? 携帯のテレビ画面に映る殺人」（2004年）
- 水戸辰徳（水戸設計事務所 一級建築士・稲葉里美の見合い相手） - 田中実
- 中嶋充康（水戸の恩師） - 神山繁
- 中嶋浜子（充康の妻） - 岩本多代
- 中嶋耕一（中嶋家 長男・レストランチェーン専務） - 大橋吾郎
- 中嶋知佳子（耕一の妻） - 日向明子
- 黒川政志（彩子の夫） - 越村公一
- 鏑木孝史（鏑木工務店 専務） - 今井朋彦
- 黒川彩子（中嶋家 長女） - キムラ緑子
- 中嶋修平（中嶋家 次男・SNソフトサービス 社長） - 尾美としのり
- 太田香織（中嶋家 次女） - 魏涼子
- 太田浩之（香織の夫） - 角田英介
- 太田（浩之と香織の娘） - 岡山優花
- 刑事 - 井川哲也
- 大沼健吾（グッドリフォーム 営業部長） - 丸岡奨詞

第5作「消えた秘密証書遺言!? 義父と夫はどちらが先に? 金庫の鍵と混迷の遺産相続に嫁に残された手段は!!」（2005年）
- 奥寺政人（クリーニング店主人） - 金田明夫
- 添田末男（シミ抜き職人） - 園田裕久
- 奥寺益雄（政人と義彦と千佳の父） - 仲谷昇
- 奥寺春絵（政人の妻） - 西川峰子
- 奥寺義彦（政人の弟・東桃食品 営業マン） - 松澤一之
- 川村千佳（政人の妹） - 林寛子
- 山野みゆき（ホステス・政人の愛人） - 有沢妃呂子
- 山野広（スナックメルヘン 店主・みゆきの兄） - 四方堂亘
- 里村（武蔵野医大附属病院 医師） - 宮内洋

第6作「離婚した夫が失踪!! 慰謝料と財産分与は一体どうなる? 事件の鍵は美人弁護士が隠した秘密の過去!?」（2006年）
- 田宮雅彦（会社員） - 羽場裕一
- 田宮絹枝（雅彦の母） - 三條美紀
- 田宮葉子（雅彦の妻・旧姓「槇」） - 山下容莉枝
- 田宮龍平（雅彦と葉子の息子） - 伊山伸洋
- 田宮美香子（雅彦の愛人・旧姓「小森」） - 中島ひろ子
- 田宮敬太（雅彦と美香子の息子） - 渋谷武尊
- 沢木瑞穂（弁護士） - 渡辺典子
- 野平徹也（歯科医・雅彦の隣人で友人） - 篠塚勝
- 野平真弓（野平の妻） - 曽川留三子

第7作「離婚寸前の夫が殺された!? 30年にわたる妻の誤算、娘の誤解…2つの遺言書に隠された殺人トリック」（2008年）
- 鈴木一博（府中不動産 社長） - 高橋長英
- 鈴木茂（一博の弟・あしろ工房 店主） - 河西健司
- 鈴木百合香（一博と総子の娘・ルポライター） - 吉田羊
- 元村舜（あしろ工房 従業員・百合香の恋人） - 若林久弥
- 鈴木映子（一博と先妻の娘） - 西尾まり
- 医師 - 遠藤たつお
- 佐藤（刑事） - 石母田史朗
- 篠宮敏彦（府中不動産 社員） - 吉見一豊
- 鈴木陸（映子の息子） - 中村柊芽
- 鈴木総子（一博の後妻・押し花講師） - 結城しのぶ

第8作「〜遺産相続が呼ぶ美人姉妹の悲劇〜余命わずかな姉と借金まみれの妹…イケメン美容師殺人に隠された家族の愛憎…解決の鍵はストールと塩大福」（2009年）
- 柳井布由子（保険勧誘員・水谷加奈子のジョギング仲間） - 渡辺梓
- 柳井奈津子（布由子の妹・Hair & Nail「Liberty House」経営者） - 中原果南
- 野口孝雄（布由子の元夫・無職） - 石井洋祐
- 柳井まさみ（野口と布由子の娘・高校生） - 織田美織
- 柳井篤（布由子と奈津子の兄） - 大高洋夫
- 吉村一樹（奈津子の共同経営者・奈津子の恋人） - 大柴隼人
- 藤代絹江（奈津子の顧客） - 草村礼子
- 宮（Hair & Nail「Liberty House」美容師見習い） - 山口李菜
- Hair & Nail「Liberty House」の客 - 今井あずさ
- マラソン中の夫婦 - 石橋睦之、川田美佳
- 山下（刑事） - 山田アキラ
- 刑事 - 大谷賢治郎
- クリーニング店員 - 本間健太郎
- 柳井昭吾（布由子と奈津子と篤の父） - 勝部演之
- 柳井治子（布由子と奈津子と篤の母） - 長谷川稀世

第9作「ワイナリーオーナーが不審の死! 発酵室に転がる死体…相続を巡る兄と妹に泥沼の争いが! 鍵はコンクール受賞ワイン? 今復讐の時!」（2011年）
- 新田圭介（地元の情報誌記者・東洋新聞 元記者） - 布川敏和
- 平山聡子（和也と志津加の叔母・星峰ワイナリー 従業員） - 松金よね子
- 星峰和也（志津加の兄・星峰ワイナリー オーナー） - 池田政典
- 平山翔太（聡子の息子・星峰ワイナリー 従業員） - 窪塚俊介
- 智子（星峰ワイナリー 従業員） - 那須佐代子
- 岬（和也の婚約者・スポーツジムのトレーナー） - 川村亜紀
- 森田（自転車屋「森田輪業」店主） - 丸岡奨詞
- 水島（ハーバー支配人） - 近童弐吉
- 長谷川（新田の婚約者・東洋新聞 記者・5年前死亡） - 高橋幸子
- 星峰未玖（志津加の娘） - 鈴木里奈
- 星峰志津加（星峰ワイナリー 経営者） - 国生さゆり

第10作「茶会で毒入り饅頭の無差別殺人? 老舗の和菓子屋相続を巡る兄妹骨肉の争い! 母と名乗れぬ息子への愛…悲しい懺悔…」（2012年）
- 一条晴子（ビルオーナー） - 大島蓉子
- 藤野誠司（老舗和菓子処「ふじ野」職人・婿養子） - 長谷川朝晴
- 藤野小梅（誠司の妻） - 遊井亮子
- 藤野竹生（小梅の兄） - IZAM
- 藤野宣子（老舗和菓子処「ふじ野」女将・竹生と小梅の母） - 高林由紀子
- 有田美樹（茶道の先生・森口の恋人） - 有沢比呂子
- 森口宗吾（龍山寺檀家総代・建設会社社長） - 坂上忍
- 沢木明円（龍山寺住職・宣子の幼馴染） - 大空眞弓
- 曾根崎和子（造園業・宣子と明円の幼馴染） - 藤田弓子
- 一条優花（一条晴子の娘） - 奥森皐月
- 藤野司（誠司と小梅の息子） - 金田悠希

第11作「生前贈与を巡り長女殺害!? 父親の隠し子発覚で崩壊する家族…失踪したプードルが真相を知る!!」（2014年）
- 結城靖宏（パウロニア司法書士事務所 司法書士・美佳の友人） - 山口翔悟
- 長谷部美佳（笛吹中央病院 職員・マンション「サンクレスト石和」の入居者） - 小野真弓
- 長谷部ゆかり（雄二の妻） - 秋本奈緒美
- 長谷部雄二（美佳の兄・リサイクルショップ「オフィス・ワン」経営者） - 金子裕
- 野間良枝（修一の妻・ホテル「甲斐路」若女将） - 北島美香
- 黒木（勇介の母・マンション「サンクレスト石和」の入居者） - 小野麻亜矢
- 長谷部建太（ゆかりの連れ子） - 三井理陽
- 塩野（山梨県警石和中央警察署 刑事） - 山田アキラ
- 石和どうぶつ病院 医師 - 石橋徹郎
- 吉川（笛吹中央病院 受付） - 松山愛佳
- 佐藤（山梨県警石和中央警察署 主任） - 遠山俊也
- 犬を飼っている主婦 - 三谷侑未、今井あずさ、高橋ひろ子
- 野間尚紀（修一と良枝の息子） - 岡島遼太郎
- 黒木勇介（クレープを落とした男の子） - 松田北斗
- 篠田隆（マンション「サンクレスト石和」管理人） - 徳井優
- 長谷部輝子（修一と雄二と美佳の母・宏の妻） - 岩本多代
- 長谷部宏（修一と雄二と美佳の父） - 山本圭

#### 新・世直し公務員 ザ・公証人（2015年）
第1作「孤独な伯母の後見人を巡り泥沼の家族紛争が!? 疑惑の弁護士が変死 新凸凹コンビが娘と謎に迫る」（2015年）
- 谷村元子（神崎法律事務所 弁護士・真山壱成の娘） - 酒井美紀
- 白石良太（カラオケ店バイト） - 窪塚俊介
- 斉藤正義（町内会長） - 樋浦勉
- 藤野妙子（良太の伯母） - 赤座美代子
- 藤野康次郎（妙子の義弟・フジノ電器 店主） - 岡本富士太
- 茂木謙介（茂木法律事務所 弁護士） - 堀内正美
- 大久保崇（茂木の助手） - 伊嵜充則
- 刑事 - 安藤一夫
- 藤野圭一（康次郎の息子・カラオケ店経営者） - 吉見一豊
- 神崎理紗（神崎の娘・バイオリニスト） - 山本理紗
- 刑事 - 相馬一貴
- 崎田修治（良太の元同僚） - 矢崎文也
- 前田はる江（前田汐見橋薬局 店員・典子の高校の同級生） - 村松恭子
- 吉川修（不動産屋「ハウスグランデ」営業マネージャー） - 豊田茂
- コンサートホールの廊下で転んだ男性 - 志賀圭二郎
- 斉藤にぶつかった男性 - 逢笠恵祐
- 磐田典子（医師） - 宮崎美子
- 神崎耕介（神崎法律事務所 弁護士・真山壱成の後輩） - 岩城滉一

## スタッフ
- 脚本 - 金谷祐子（第1作 - 第9作・第11作 - ）、橋本理華（第10作）
- 監督 - 森﨑東（第1作）、増田天平（第2作 - 第11作）、神山征二郎（第12作）
- 編成担当 - 寺島麻由（第1作 - 第9作）、永山由紀子（第10作）
- プロデューサー - 赤司学文、石川好弘（第1作 - 第11作）
- 製作 - TBS、オセロット

## 放送日程
- 第9作は2011年3月14日に放送予定だったが、『警視庁鑑識課〜南原幹司の鑑定〜』へ変更となった。
- 第11作は2014年3月30日に逝去した蟹江敬三の追悼特別企画として予定を繰り上げ放送[22]。

| 話数 | 放送日        | サブタイトル | 脚本     | 監督       | 視聴率 |
| ---- | ------------- | --- | -------- | ---------- | ------ |
| 1    | 2002年5月13日 | スゴ腕元検事登場! 借金社長殺人事件の真相はヤセるお茶に隠されていた!?                                                              | 金谷祐子 | 森崎東     | 17.5%  |
| 2    | 2003年3月10日 | 隠し子に遺産を譲る兄VS財産狙いの妹! 息子殺しは隠し子の仕業? 公園の水道と絞殺痕が暴く真犯人                                        | 金谷祐子 | 増田天平   | 19.1%  |
| 3    | 2003年7月07日 | 借家を不法占拠する住民が殺された 美人不動産社長はもう一つの顔を持つ!?                                                             | 金谷祐子 | 増田天平   | 16.4%  |
| 4    | 2004年2月16日 | 老夫婦が陥った悪徳リフォームの手口 家族全員が殺人の容疑者? 携帯のテレビ画面に映る殺人                                             | 金谷祐子 | 増田天平   | 14.0%  |
| 5    | 2005年4月18日 | 消えた秘密証書遺言!? 義父と夫はどちらが先に? 金庫の鍵と混迷の遺産相続に嫁に残された手段は!!                                       | 金谷祐子 | 増田天平   | 12.7%  |
| 6    | 2006年2月06日 | 離婚した夫が失踪!! 慰謝料と財産分与は一体どうなる? 事件の鍵は美人弁護士が隠した秘密の過去!?                                       | 金谷祐子 | 増田天平   | 13.6%  |
| 7    | 2008年4月28日 | 離婚寸前の夫が殺された!? 30年にわたる妻の誤算、娘の誤解…2つの遺言書に隠された殺人トリック                                         | 金谷祐子 | 増田天平   | 13.3%  |
| 8    | 2009年6月29日 | 〜遺産相続が呼ぶ美人姉妹の悲劇〜余命わずかな姉と借金まみれの妹… イケメン美容師殺人に隠された家族の愛憎…解決の鍵はストールと塩大福 | 金谷祐子 | 増田天平   | 12.1%  |
| 9    | 2011年6月13日 | ワイナリーオーナーが不審の死! 発酵室に転がる死体…相続を巡る兄と妹に泥沼の争いが! 鍵はコンクール受賞ワイン? 今復讐の時!            | 金谷祐子 | 増田天平   | 13.2%  |
| 10   | 2012年2月27日 | 茶会で毒入り饅頭の無差別殺人? 老舗の和菓子屋相続を巡る兄妹骨肉の争い! 母と名乗れぬ息子への愛…悲しい懺悔…                          | 橋本理華 | 増田天平   | 11.9%  |
| 11   | 2014年4月14日 | 生前贈与を巡り長女殺害!? 父親の隠し子発覚で崩壊する家族…失踪したプードルが真相を知る!!                                            | 金谷祐子 | 増田天平   | 10.4%  |
| 新 1 | 2015年3月23日 | 孤独な伯母の後見人を巡り泥沼の家族紛争が!? 疑惑の弁護士が変死 新凸凹コンビが娘と謎に迫る                                          | 金谷祐子 | 神山征二郎 | 7.9%   |

- 視聴率はビデオリサーチ調べ、関東地区・世帯